# Horná Štubňa
Horná Štubňa ( Oberstuben oder älter Neustuben,  Felsőstubnya) ist eine Gemeinde im Žilinský kraj in der Slowakei. Sie gehörte zum sogenannten Hauerland.

## Geographie
Die Gemeinde liegt im Süden der Turčianska kotlina, in der Region Turiec (Turz), am Fuße des Gebirges Kremnické vrchy. Weitere Gebirge in der Umgebung sind die Große Fatra nach Nordosten und der Žiar nach Westen. Horná Štubňa liegt 6 km südlich von Turčianske Teplice, 15 km nördlich von Kremnica und 30 km südlich von Martin.
Durch den Ort verläuft die Staatsstraße 65, an der nördlich der Gemeinde die Staatsstraße 14 mündet. Die Gemeinde hat einen Bahnanschluss an der Bahnstrecke Salgótarján–Zvolen–Vrútky und ist Start-/Endpunkt der Bahnstrecke Horná Štubňa–Prievidza.

## Geschichte
Der Ort wurde um das Jahr 1340 gegründet und wird 1390 als Wylehota (also Nová Lehota) erwähnt. In den nächsten 120 Jahren wandelte der Name zu der heutigen Form: 1407 Newstub, 1415 Nova stuba, 1450 Newstubn, 1493 Felsewsthubna, 1502 Nová Lehota und 1505 Newsthubna. Im Zeitraum 1407–1848 gehörte der Ort zur Stadt Kremnitz.
Bis 1945 war die Mehrheit der Bevölkerung deutscher Abstammung. Danach wurden sie aus der Gemeinde ausgesiedelt und durch Slowaken ersetzt. Dennoch bekannten sich bei der Volkszählung 2001 noch 5,1 % der 1606 Einwohner zur deutschen Minderheit.

## Bevölkerung
| Jahr                | 1994 | 2004    | 2014    | 2024    |
| ------------------- | ---- | ------- | ------- | ------- |
| Anzahl der Personen | 1578 | 1610    | 1632    | 1627    |
| Unterschied         |      | +2,02 % | +1,36 % | −0,30 % |

| Jahr                | 2023 | 2024    |
| ------------------- | ---- | ------- |
| Anzahl der Personen | 1628 | 1627    |
| Unterschied         |      | −0,06 % |

## Sehenswürdigkeiten
- Römisch-katholische, ursprünglich protestantische Kirche der Hl. Anna aus dem Jahr 1650

## Gemeindepartnerschaften
Partnergemeinde des Ortes ist seit 1990 Satow in Mecklenburg-Vorpommern.

## Persönlichkeiten
Emília Vášáryová, slowakische Schauspielerin, ist am 18. Mai 1942 in Horná Štubňa geboren.